# Ґостомє
Ґостомє (пол. Gostomie) — село в Польщі, у гміні Косьцежина Косьцерського повіту Поморського воєводства.
Населення — 199 осіб (2011).
У 1975-1998 роках село належало до Гданського воєводства.

## Демографія
Демографічна структура станом на 31 березня 2011 року:
|          | Загалом | Допрацездатний вік | Працездатний вік | Постпрацездатний вік |
| -------- | ------- | ------------------ | ---------------- | -------------------- |
| Чоловіки | 112     | 34                 | 65               | 13                   |
| Жінки    | 87      | 20                 | 52               | 15                   |
| Разом    | 199     | 54                 | 117              | 28                   |